# Else Zeuthen
Else Marie Zeuthen, née le 10 octobre 1897 à Frederiksberg (Danemark) et morte le 27 décembre 1975 à Rungsted (Danemark), est une militante pacifiste et femme politique danoise. Membre du Parti social-libéral, elle est députée au Folketing entre 1953 et 1960. Elle est la présidente de la section danoise de la Ligue internationale des femmes pour la paix et la liberté entre 1941 et 1953 puis présidente internationale de cette organisation entre 1956 et 1965.

## Biographie
Else Zeuthen est la fille du professeur Svend Otto Bengtsson (1871-1956) et d'Elise Marie Lassen (1873-1956). Elle obtient son baccalauréat à l'école Marie Kruses en 1915 et, après une année d'études à l'université d'Oxford en 1920, elle devient maître de conférences en anglais à l'université de Copenhague en 1921. Elle travaille ensuite à différents postes universitaires entre 1929 et 1935.
Elle compte parmi les fondateurs de la Socialvirke, une société philanthropique, en 1919 et préside l'organisation de femmes Kvindelig Læseforening (1935-1945). Elle milite dans le mouvement pacifiste et devient en 1941 présidente de la section danoise de la Ligue internationale des femmes pour la paix et la liberté (LIFPL), une organisation de femmes pacifistes créée au cours de la Première Guerre mondiale. Elle occupe différents postes dans le comité exécutif international de l'organisation entre 1935 et 1956, devenant à cette dernière date la présidente internationale de la LIFPL. À son initiative, la LIFPL s'implique dans la société de charité danoise Mellemfolkeligt Samvirkes (MS) à partir de 1944, une organisation dont Else Zeuthen est l'une des fondatrices et membre du comité exécutif.
Sur le plan politique, elle adhère au Parti social-libéral, qui est antimilitariste ; elle est élue députée au Folketing, où elle siège sous sa bannière à partir de 1953. Elle démissionne de ce fait de ses fonctions à la LIFPL pendant cette période et s'implique sur les relations du Danemark avec l'ONU. Elle s'oppose à l'entrée du Danemark dans l'OTAN en 1949,.

## Vie privée
Elle est mariée à l'économiste Frederik Zeuthen.

## Sources
- (sv) Cet article est partiellement ou en totalité issu de l’article de Wikipédia en suédois intitulé « Else Zeuthen » (voir la liste des auteurs).